# ماجرای هسن
ماجرای هسن (به انگلیسی: The Hessen Affair) فیلمی محصول سال ۲۰۰۹ و به کارگردانی پال برولس است. در این فیلم بازیگرانی همچون بیلی زین، لین رنه، مایکل بوون و نوآ سیگان ایفای نقش کرده‌اند.